# Gueorguievsk
Gueorguievsk (en russe : Георгиевск) est une ville historique du krai de Stavropol, en Russie, et le centre administratif du raïon de Gueorguievsk. Sa population s'élevait à 66 436 habitants en 2020.

## Géographie
Gueorguievsk est située au centre du Caucase du Nord, sur la rive droite de la rivière Podkoumok, un affluent de la Kouma. Elle se trouve à 35 km au nord-est de Piatigorsk, à 156 km au sud-est de Stavropol et à 1 357 km au sud-sud-est de Moscou.

## Histoire
L'origine de la ville de Gueorguievsk remonte à la fondation, en 1777, de la forteresse Saint-Georges, sur la ligne de défense Azov-Mozdok. En 1783, un traité y fut signé entre l'Empire russe et la Géorgie, qui fit du roi géorgien Erekle II un sujet de la Russie. L'importance de Gueorguievsk s'accrut considérablement à partir de 1786, lorsqu'elle eut le statut de ville. Elle devint le chef-lieu du gouvernement du Caucase en 1802. Cependant son influence commença à décliner à partir de 1822, lorsque Stavropol devint le chef-lieu du gouvernement.
De nombreuses personnalités russes séjournèrent à Gueorguievsk : Alexandre Pouchkine, Mikhaïl Lermontov, Léon Tolstoï, Maxime Gorki, le tsar Alexandre II. Les généraux Nikolaï Raïevski et Alexis Iermolov vécurent dans la ville.
Gueorguievsk fut à partir de 1868 une petite ville de l'oblast du Terek. En 1875, une gare ferroviaire fut construite à six kilomètres de la ville, à Nezlobnaïa, ce qui fut le point de départ d'un renouveau de la ville. En 1894, un premier atelier de forgeron fut établi dans la ville ; il est à l'origine d'ArZil, la principale usine de Gueorguievsk. En 1900, furent ouverts un abattoir et une huilerie. Dans les années 1920, la ville devint le principal centre industriel et commercial de la région centrale du Caucase du Nord, appelée Predkavkazié.
Pendant la Seconde Guerre mondiale, Gueorguievsk fut occupée par l'Allemagne nazie du 9 août 1942 au 10 janvier 1943. Après la guerre, la ville devint le principal centre de l'industrie de la construction mécanique du kraï de Stavropol. Elle est un carrefour ferroviaire relié à Mineralnye Vody, Prokhladny et Boudionnovsk.

## Galerie

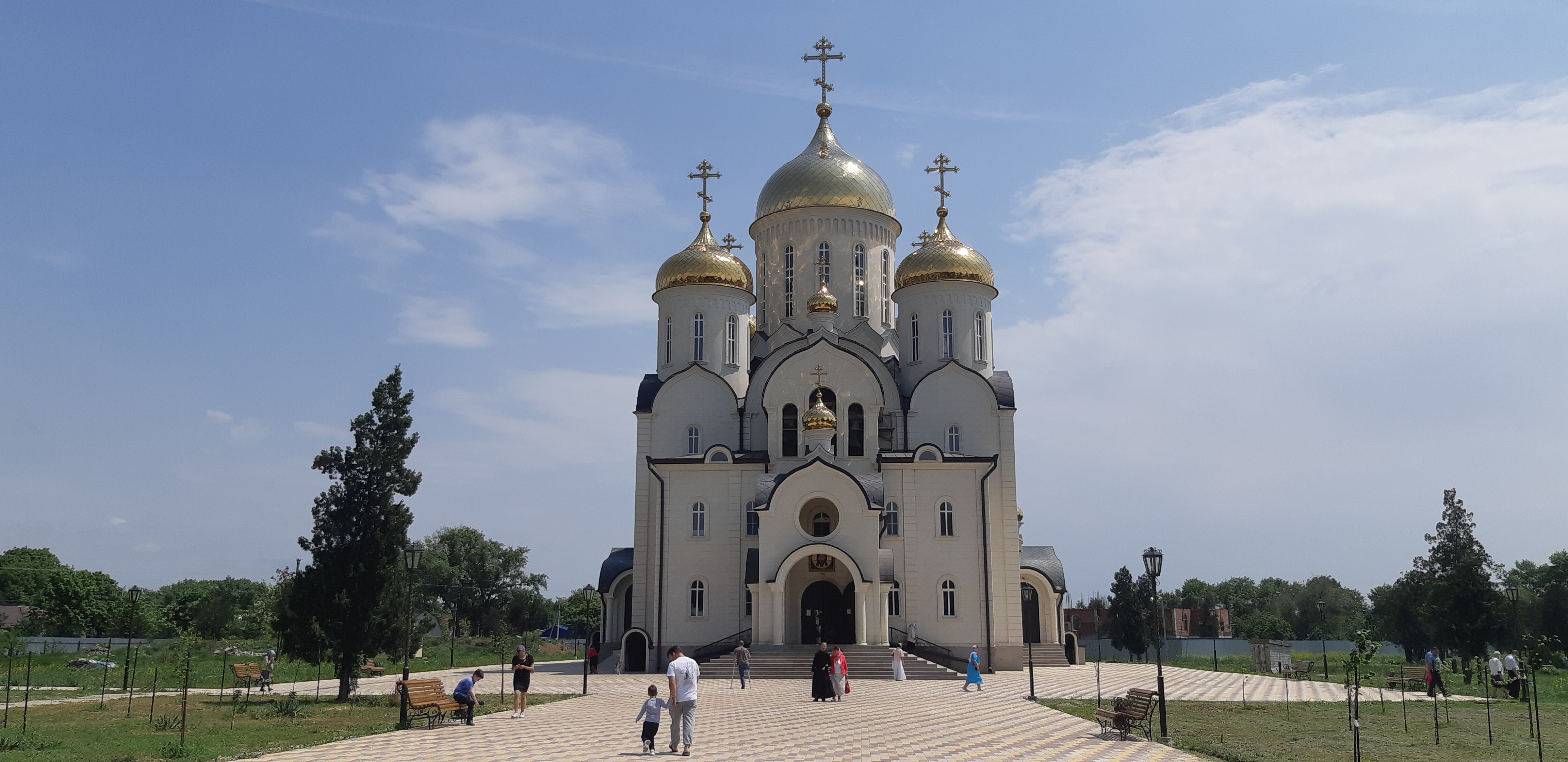
Cathédrale Saint-Georges.
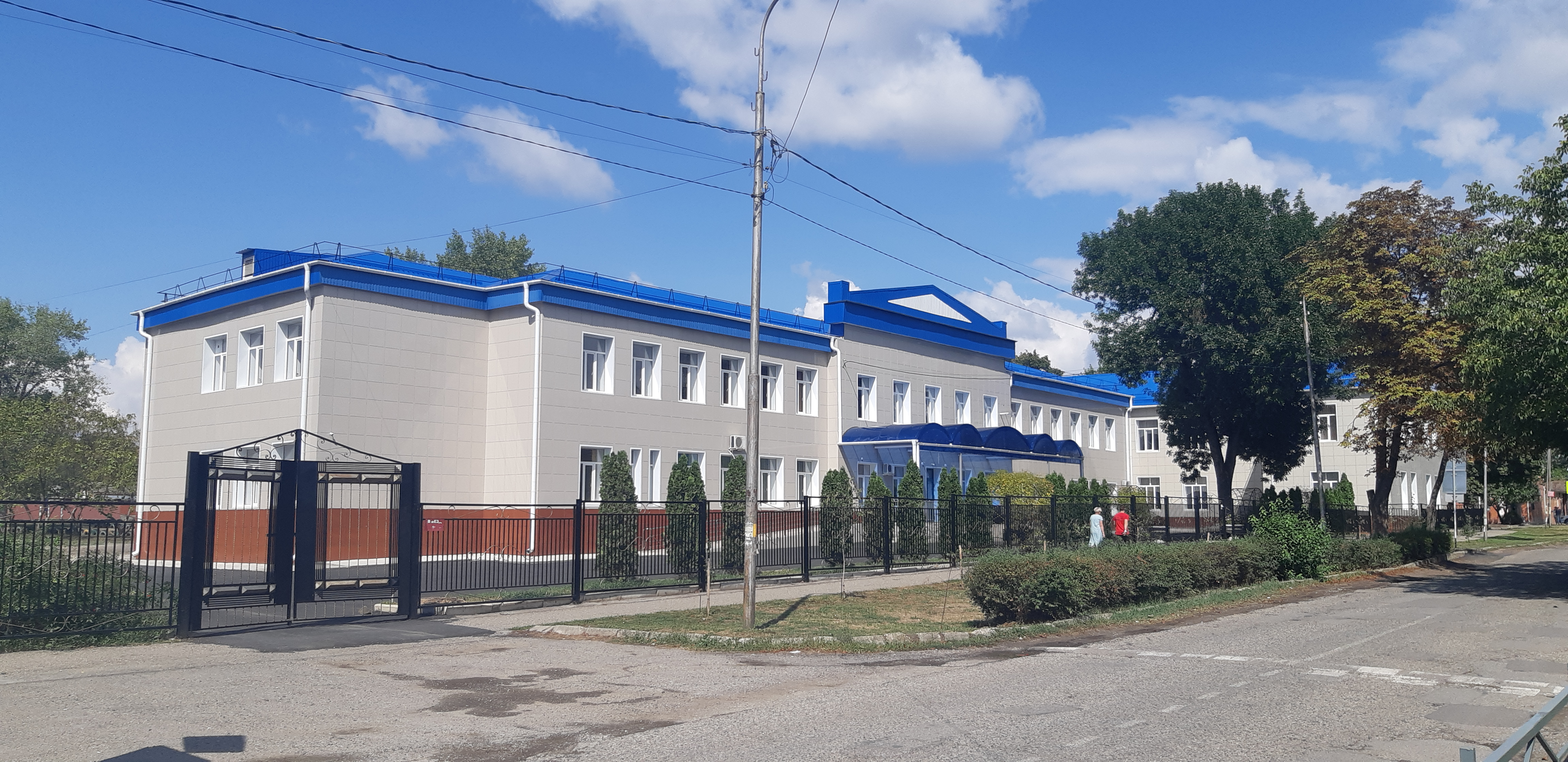
Lycée no 2.

## Population
L'agglomération de Gueorguievsk est la deuxième plus importante agglomération de la région des Eaux minérales du Caucase, qui constitue une conurbation d'environ 1 110 000 habitants au centre du Caucase du Nord.
Recensements ou estimations de la population
| 1802  | 1856  | 1897*  | 1914   | 1926*  | 1931   | 1939*  |
| ----- | ----- | ------ | ------ | ------ | ------ | ------ |
| 4 705 | 5 600 | 12 115 | 21 200 | 22 163 | 21 712 | 31 578 |

| 1959*  | 1970*  | 1979*  | 1989*  | 2002*  | 2010*  | 2013   |
| ------ | ------ | ------ | ------ | ------ | ------ | ------ |
| 35 135 | 44 243 | 53 635 | 62 926 | 70 575 | 72 126 | 70 645 |

| 2014   | 2015   | 2016   | 2017   | 2018   | 2019   | 2020   |
| ------ | ------ | ------ | ------ | ------ | ------ | ------ |
| 71 017 | 70 803 | 69 944 | 69 030 | 67 714 | 67 054 | 66 436 |